# Руубель, Пауль Матсович
Пауль Матсович Руубель (эст. Paul Ruubel; 8 января 1913, дер. Палупера Лифляндская губерния, Российская империя (ныне волость Элва, уезда Тартумаа, Эстония) — 19 февраля 1970, Пярну, Эстонская ССР) — эстонский советский актёр театра и кино. Заслуженный артист Эстонской ССР (1959).

## Биография
Сын фермера. 
В 1932 году окончил Гимназию Хуго Треффнера в Тарту. В 1934–1936 годах учился в Тартуской студии исполнительских искусств.
Дебютировал на сцене драматического театра в 1936 году.
В 1939—1944, 1954—1960 и 1964—1969 годах — актёр театра «Эндла» в Пярну. В 1944—1950 и 1960—1964 годах — актёр театра «Ванемуйне» в Тарту. В 1950—1954 годах — актёр театра «Угала» в Вильянди. В 1954–1959 годах выступал на сцене театра «Эндла» в Пярну, в 1959–1965 — театра «Ванемуйне» в Тарту, в 1965–1969 годах — актёр драматического театра Пярну.[прояснить]
Член Театрального Союза Эстонской ССР (1952).

## Избранные театральные роли
- Арно — «Весна» Оскар Лутс (1937).
- «Привидение» Г. Ибсен (1937).
- «Потерянное солнце» Аугуст Мялк (1942—1944).
- Бухгалтер — «Купальщица Сусанна» Андрей Упит (1957).
- Йорген Тесман, доцент кафедры истории культуры — «Гедда Габлер» Г. Ибсен (1957).
- Сергей Абрезков — «Живой труп» Л. Толстой (1960).
- Антс Тийрику — «Ласточки летят домой» Ф. Котт (1961).
- художник Паэмааa — «Я живу» Э. Крустен (1961).
- Смит — «Трёхгрошовая опера» Б. Брехт (1965).

Снимался в кино.

## Фильмография
- 1957 — Июньские дни / Juunikuu päevad — Саарман
- 1959 — Подводные рифы / Veealused karid — Тоодер
- 1960 — Семья Мяннард / Perekond Männard — Андрес Мяннард
- 1963 — Оглянись в пути / Jäljed — Таркоп
- 1966 — Письма с острова Чудаков — Гарибальд Штурм
- 1967 — Венская почтовая марка / Viini postmark — Салурэнд, директор фабрики
- 1967 — Полуденный паром / Keskpäevane praam — эпизод